# كازياه فييندورب
كازياه فييندورب (بالهولندية: Keziah Veendorp)‏ (17 فبراير 1997 في هولندا - ) هو لاعب كرة قدم هولندي في مركز الدفاع. لعب مع نادي غرونينغن.

## وصلات خارجية
- كازياه فييندورب على موقع الاتحاد الأوربي (الإنجليزية)
- كازياه فييندورب على موقع إي إس بي إن إف سي (الإنجليزية)
- كازياه فييندورب على موقع قاعدة بيانات كرة القدم.إي يو (الإنجليزية)
- كازياه فييندورب على موقع Soccerbase.com (لاعب) (الإنجليزية)
- كازياه فييندورب على موقع Soccerway.com (الإنجليزية)
- كازياه فييندورب على موقع عالم كرة القدم.نت (الإنجليزية)